# Scott Jamieson
Scott Jamieson (Sydney, 13 ottobre 1988) è un ex calciatore australiano, di ruolo difensore.

## Palmarès

### Competizioni nazionali
- Premier's Plate: 1

Melbourne City: 2020-2021